# Small Waterplane Area Twin Hull
Small Waterplane Area Twin Hull - SWATH é uma embarcação de duplo casco caracterizada por possuir pequena linha d´água no calado de projeto. Tal caracteristica visa diminuir o volume na região da superfície da água, onde atuam as forças derivadas da energia das ondas, tornando a embarcação mais estável do que catamarans convencionais em estados de mar agitados, mesmo estando em altas velocidades.